# Façonnable

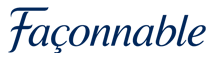
Façonnable Unternehmenslogo

Façonnable ist eine international bekannte, ursprünglich französische Modemarke für gehobene Damen- und Herrenbekleidung.
Im Jahr 1950 eröffnete der Franzose Jean Goldberg in Nizza eine Boutique für Herren-Maßschneiderei. Ab Ende der 1950er Jahre schneiderte er Bekleidung für Stars aus Hollywood, die anlässlich des Filmfestivals von Cannes an die Côte d’Azur kamen. 1961 übernahm Goldbergs Sohn Albert (* 1938) mit seinem Geschäftspartner Jean-Pierre Benaym die Boutique und taufte sie Façonnable (dt.: verarbeitbar, modellierbar). Mit exklusiver Sportswear, besonders Oberhemden, und mit südfranzösischem Charme machte sich das Unternehmen einen Namen. Es folgten Filialeröffnungen in Monte-Carlo, Cannes, Saint-Tropez und Marseille. 
Durch einen Exklusiv-Vertrag mit der amerikanischen Nobelkaufhauskette Nordstrom wurde die Marke ab 1988 auch in den Vereinigten Staaten vertrieben. Nordstrom richtete in den eigenen Geschäften Façonnable-Corners ein und eröffnete 1993 eine Façonnable-Boutique auf der Fifth Avenue in New York City. In Düsseldorf gab es in den 1990er Jahren eine Boutique. 1995 wurde für den amerikanischen Markt erstmals eine Damenkollektion angeboten. Seit Ende der 1980er Jahre gab es eine Brillenkollektion sowie Uhren und Accessoires und ab Mitte der 1990er auch Düfte. 1999 lag der Umsatz bei 300 Millionen DM. Im Jahr 2000 übernahm Nordstrom die Marke Façonnable von Albert Goldberg für 169 Millionen US-Dollar. In Nizza verblieb ein Design-Atelier. 2001 zog sich Albert Goldberg als Designer aus dem Unternehmen zurück. Ein Design-Team übernahm seine Funktion. Nordstrom stieß die Marke im Jahr 2007 für 210 Millionen US-Dollar an den libanesischen Mischkonzern M1 Group ab. Die Firmenzentrale wurde wieder in Nizza angesiedelt.
2007 bestanden in den USA noch vier und in Europa 37 von Nordstrom betriebene Façonnable-Boutiquen. 2008 wurde der Amerikaner Eric Wright, zuvor bei Fendi und Trussardi tätig, als Designer bei Façonnable berufen; er verließ seinen Posten 2010. 2010 lancierte das Unternehmen für die USA und Europa einen Onlineshop auf der eigenen Webseite. Nordstrom führt die Marke Façonnable weiterhin im Sortiment. 2012 wurde der britisch-türkische, ehemalige Rena Lange Designer Julian Neale Kreativdirektor bei Façonnable. CEO der Façonnable Group ist seit 2012 Moustapha El-Solh, der seinen Vorgänger Lance Isham ersetzte. Isham war 2010 auf Alberto Lavia, ein ehemaliger KENZO-CEO, gefolgt. Seit 2006 ist Façonnable Sponsor der Monte Carlo Masters und hat in der Vergangenheit Uniformen für die dort eingesetzten Linienrichter entworfen. 
Die Kollektionen für Herren sind derzeit aufgeteilt in Façonnable Atelier (klassische Businessmode), Façonnable (sportlich-elegante Hauptlinie), Façonnable Tailored Denim (ehemals Façonnable Jeans, legere Denim-Kollektion), Façonnable Azur (Bademoden und Freizeitmode) und Façonnable Sport (Tennis-Kollektion). Für Damen besteht die Façonnable-Hauptkollektion.